# Pungahuru Falls
Die Pungahuru Falls sind ein Wasserfall im Gebiet der Ortschaft Te Haroto in der Region Hawke’s Bay auf der Nordinsel Neuseelands. Er liegt im Lauf eines namenlosen Bachs, der kurz hinter dem Wasserfall in den Mohaka River mündet. Seine Fallhöhe beträgt rund 25 Meter.
Vom New Zealand State Highway 5 zweigt 85,5 km hinter Taupō die McVicar Road nach Südosten ab. Letztere führt nach 1,7 km und Durchfahren eines Gatters auf einen Parkplatz, von dem aus der Wasserfall einsehbar ist.